# A Hundred Year Legacy
Baengnyeon-ui yusan (coréen : 백년의 유산, titre international : A Hundred Year Legacy) est une série télévisée sud-coréenne diffusée en 2013 sur MBC. Elle met en vedette Eugene et Lee Jung-jin.

## Acteurs et personnages
- Eugene : Min Chae-won[1],[2],[3]
- Lee Jung-jin : Lee Se-yoon
- Choi Won-young : Kim Chul-gyu
- Yoon Ah-jung : Kim Joo-ri
- Shin Goo : Uhm Pyung-dal
- Jung Hye-sun : Kim Kkeut-soon
- Jeong Bo-seok : Min Hyo-dong[4]
- Jeon In-hwa : Yang Choon-hee
- Kim Myung-soo : Uhm Ki-moon
- Park Joon-geum : Do Do-hee
- Seo Young-hoon : Uhm Seul-hong
- Kwon Oh-joong : Uhm Ki-choon
- Kim Hee-jung : Gong Kang-sook
- Lee Tae-woo : Uhm Bo-reum
- Sunwoo Sun : Uhm Ki-ok
- Park Yeong-gyu : Kang Jin
- Cha Hwa-yeon : Baek Sul-joo
- Nam Myung-ryul : Lee Dong-kyu
- Park Won-sook : Bang Young-ja
- Gong Jung-hwan : seonbae de Se-yeon
- Hwang Sun-hee as Eun-seol
- Shim Yi-young as Ma Hong-joo
- Seo Kwon-soon as mère de Hong-joo
- Jeon Sung-ae : Madame Park
- Baek Bo-ram : shaman ("mudang")
- Min Joon-hyun : journaliste de Président Bang

## Diffusion internationale
- MBC (2013)
- GMA Network (2013-2014, avec le titre A 100-Year Legacy)
- Drama Channel (2013-2014)
- Videoland Drama Channel (2013-2014)

## Récompenses
- Korea Drama Awards 2013
  - Prix d'excellence en haut, Acteur (Lee Jung-jin)
- MBC Drama Awards 2013
  - Prix d'excellence à vie (Park Won-sook)
  - Meilleur écrivain (Gu Hyun-sook)
  - Prix d'or par intérim, Acteur (Jung Bo-seuk)
  - Premier prix de l'excellence, acteur dans une série dramatique (Lee Jung-jin)
  - Meilleure série télévisée

### Sources
- (en) Cet article est partiellement ou en totalité issu de l’article de Wikipédia en anglais intitulé « A Hundred Year Legacy » (voir la liste des auteurs).